# Nidec Copal Corporation
Nidec Copal Corporation (日本電産 コパル 株式会社, Nihon Densan Koparu Kabushiki gaisha), ou Copal, é um fabricante japonês de equipamentos ópticos, mecânicos e eletrônicos, principalmente para a indústria fotográfica. Foi uma subsidiária da Nidec Corporation desde 1998, e era conhecido anteriormente como a Corporação Copal. A empresa começou a operar em 1946, com produção em pequena escala de persianas fotográficos, estes ainda são um dos produtos mais conhecidos da empresa.
A empresa começou a produzir em 1960 o bem conhecido obturador Copal, que fez muito sucesso e foi usado em câmeras por muitos fabricantes de destaque.